# Hessischer Kratzputz
Hessischer Kratzputz ist die Bezeichnung für eine künstlerische, verzierende Verputztechnik, die vor allem in Teilen Hessens, besonders im Hessischen Hinterland, und im angrenzenden Marburger Gebiet bekannt ist. Sie wurde dort für die bildmäßige Gestaltung der Gefache von Fachwerkhäusern verwendet. 2016 wurde der Hessische Kratzputz in das bundesweite Verzeichnis des immateriellen Kulturerbes aufgenommen.

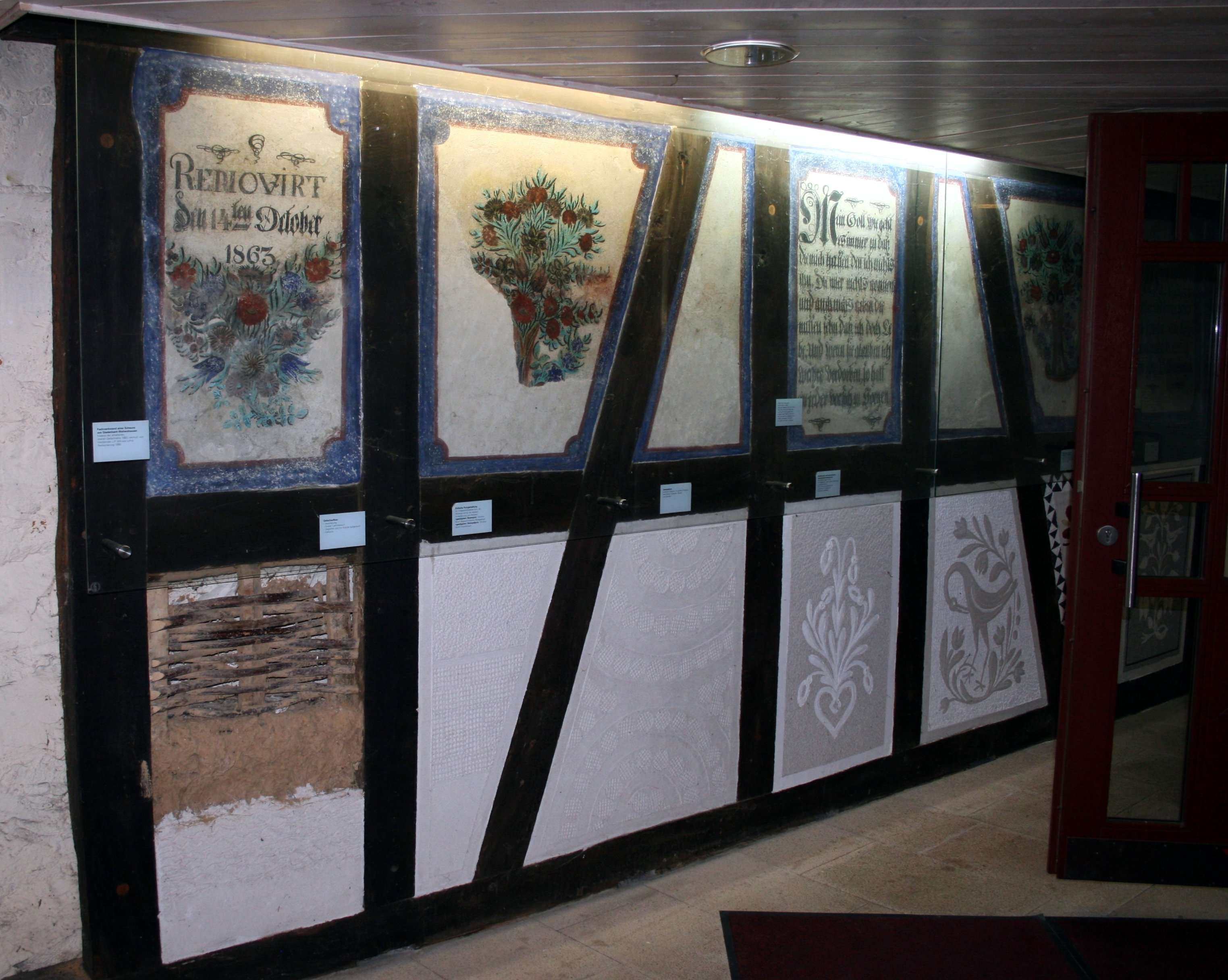
Darstellung verschiedener Kratzputz-Techniken und eines Fachwerk-Lehmgefachs im Hinterlandmuseum Schloss Biedenkopf

## Begriff
Der Begriff Kratzputz steht neben der hier beschriebenen Kunstform auch für gewöhnliche, rau abgezogene Putzflächen. Wohl um diese Doppelbedeutung zu vermeiden, verwendet die UNESCO-Kommission den Begriff des Hessischen Kratzputzes.

## Technik und Geschichte

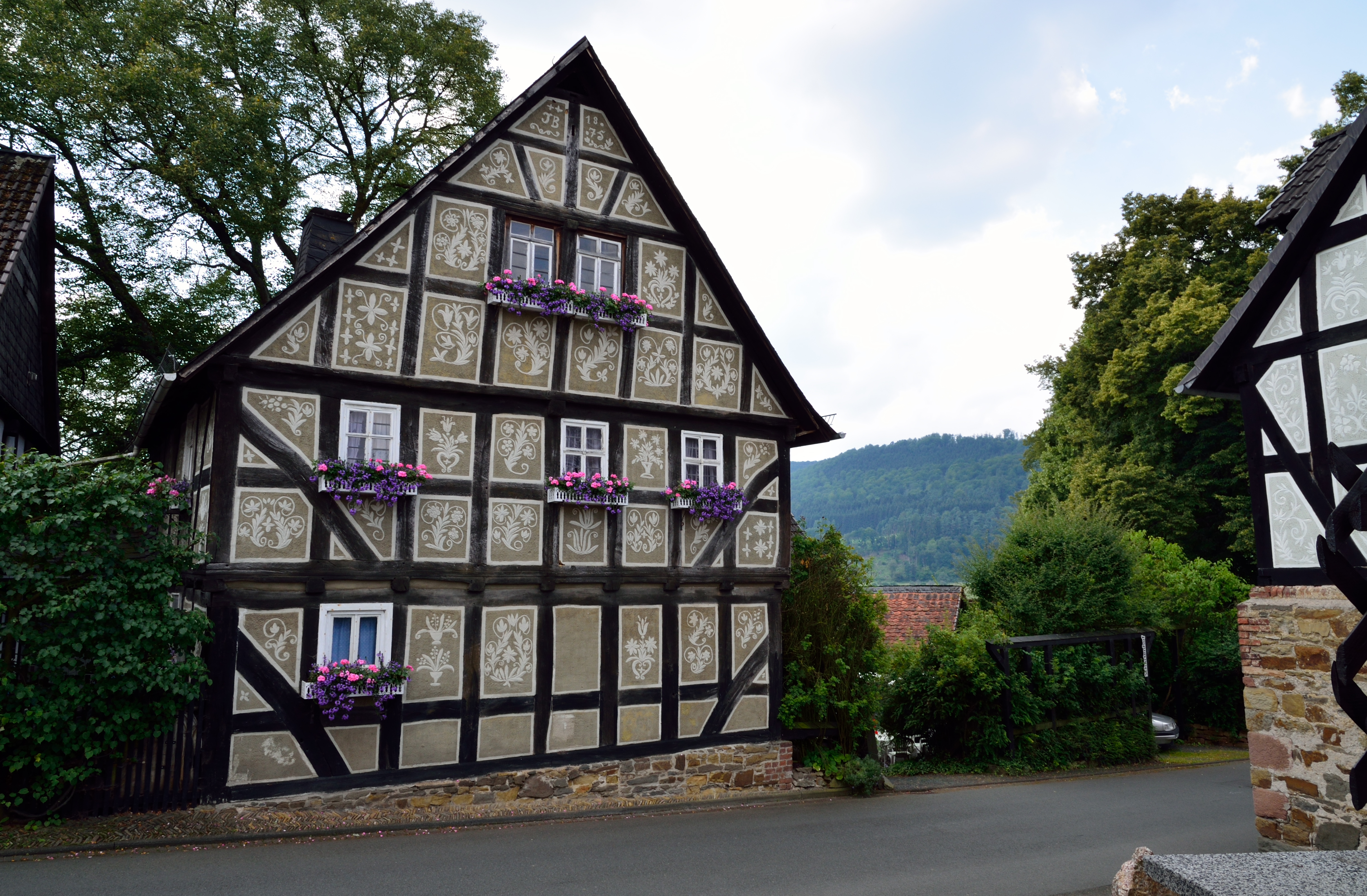
Der mit Kratzputz 1875 und 1909 geschmückte Schartenhof in Biedenkopf-Eckelshausen. Das Haus stammt aus dem 17. Jahrhundert.

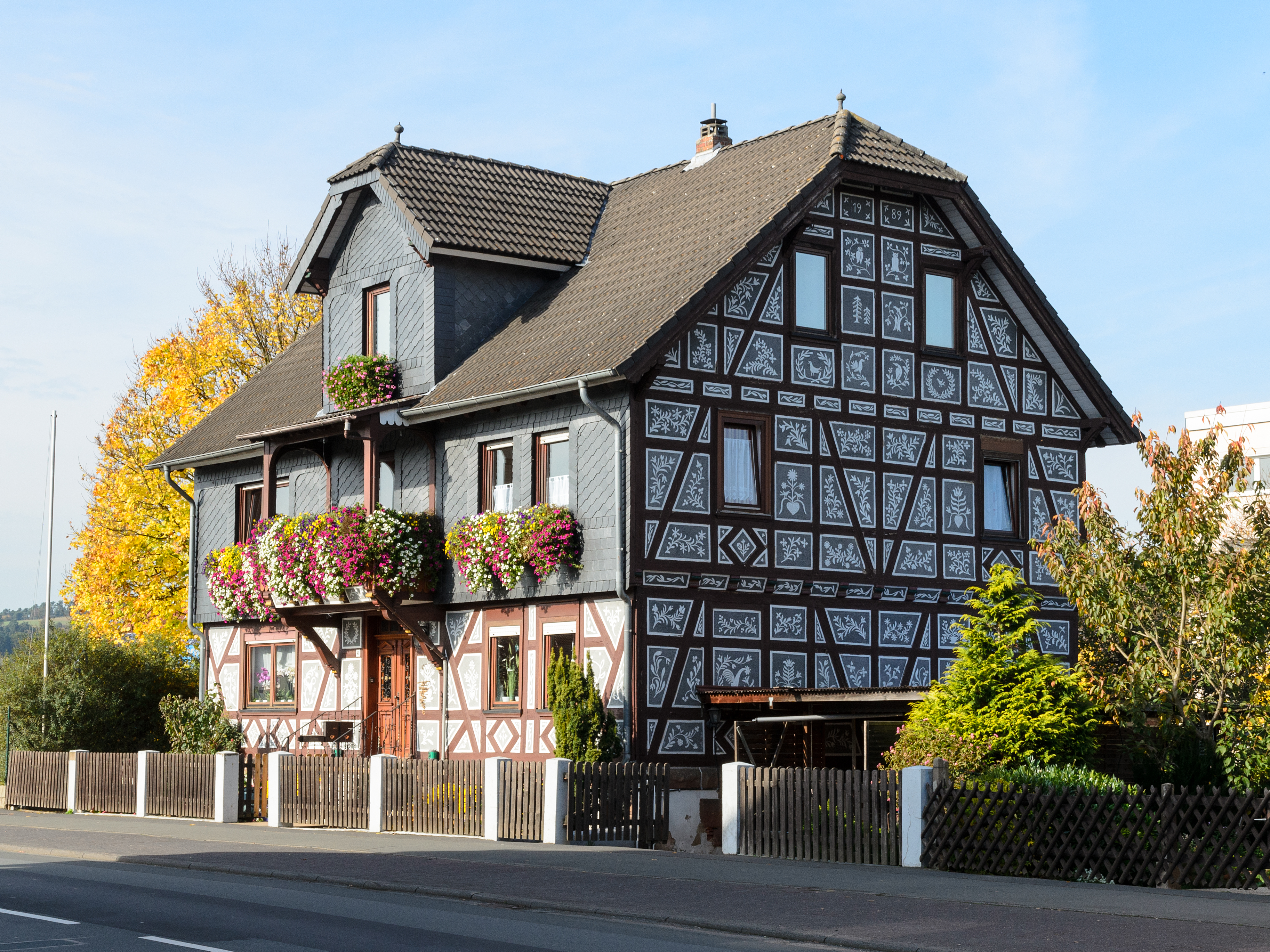
Haus mit Kratzputz-Giebelseite in Cölbe bei Marburg

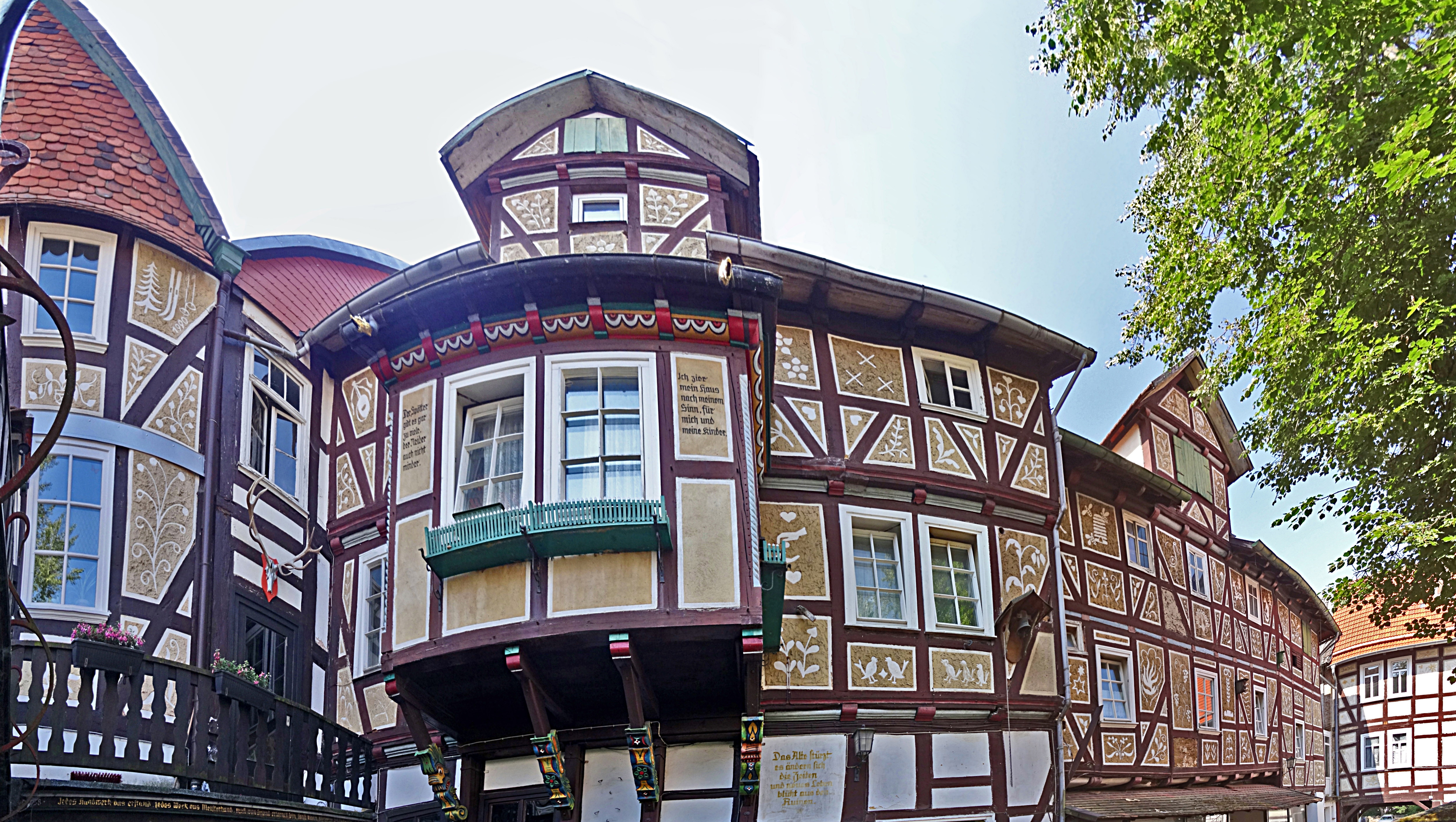
Fachwerkensemble mit Kratzputz in Hessisch Lichtenau

Ursprünglich bestanden die Ausfachungen von Fachwerkbauten aus einem Geflecht dünner Hölzer (Flechtwerkwand), die beiderseits mit Lehm, dem zur Vermeidung von Rissen etwas gehacktes Stroh zugesetzt wurde, beworfen und mit der Kelle gleichmäßig verteilt. Darauf brachte man einen Putzmörtel in zwei Schichten von insgesamt ca. 1,5 bis 2 cm Stärke auf: die untere Schicht ist aus zwei Dritteln Lehm und einem Drittel Kalk, die obere aus ein Drittel Lehm und zwei Dritteln Kalkmörtel. Damit wird ein allmählicher Übergang vom Lehm zu einer wetterbeständigen Außenschicht erreicht, die das Gefache füllt. Kalkmörtel alleine hält auf dem Lehm nicht, weil Kalk und Lehm keine chemische Verbindung miteinander eingehen. Die glattgestrichene noch feuchte Schicht wird dann mit einem abgestumpften Reisigbesen gleichmäßig "gestuppt" und "gestipt" und damit an den Untergrund angepresst, dadurch entstand auch ein plastischer Hintergrund. Dann wurde die Putzschicht an den Holzbalken entlang mit einer ca. 3 cm breiten Spachtel (Fugeisen) angedrückt und damit mit einem glatten Rand versehen, um die Dichtigkeit zum Holz hin zu erhöhen und gleichzeitig einen umlaufenden Rand auszubilden, der später die ornamentierte Fläche umrahmt.
Mit kleineren und größeren Spachteln wurden anschließend die verschiedenen Motive u. a. Blumen und Pflanzenranken (überwiegend florale Motive), Symbole, Tierdarstellungen, Gegenstände, Sinnsprüche und grafische Elemente modelliert (nicht gekratzt!). Das alles musste längstens innerhalb einer Stunde geschehen. Nach der Trocknung erfolgte die farbige Gestaltung der modellierten tiefer liegenden Flächen mit Kalkfarbe (heute oft Silikatfarbe). Bei der Ausgestaltung der Gefache benutzte man verschiedene Werkzeuge wie: Spachteln, Messer, Hozlstempel und Nagelbretter.
Eine Sonderform der Kratzputz-Technik war der Stubb-Putz. Hierbei wurden mit verschiedenen Holz-Stempeln in den feuchten Putz die Gefache ausfüllende Muster gedrückt.
Zum Schutz des Fachwerks versah man in manchen Regionen (z. B. Hessisches Hinterland und Raum westl. Marburg) die Wetterseite eines Bauwerkes (meist Nebengebäude, Stallungen, Scheune) mit einem so genannten „Strohlemputz“, das war ein Lehmputz mit kurzem eingebettetem Stroh in übereinander liegenden Reihen/Schichten, in der Art des Strohdachs. Damit der Putz besser hielt, wurden in die Balken mit dem Beil flächenhaft kleine Kerben geschlagen. Die Wand sah dann aus wie ein haariger Pelz.
Als man später dazu überging, die Gefache mit Ziegelsteinen auszumauern, wurde statt des Lehmputzes meist auch der Unterputz mit Kalk angemischt. Der gelegentlich verwendete Kalkzementputz besitzt eine höhere Festigkeit, bindet aber häufig zu schnell ab und kann aufgrund der geringen Wasseraufnahmefähigkeit und Elastizität die angrenzenden Fachwerkhölzer schädigen, insbesondere an der Wetterseite.
Die Kratzputz-Technik ähnelt dem Sgraffito. Im Unterschied zu diesem ist der verwendete Putz jedoch nicht durchgefärbt. Farblich abgesetzt wird die Struktur stattdessen durch einen gesonderten Farbauftrag. Außerdem wird hier die obere Putzschicht nicht unbedingt ganz durchstoßen, denn es kommt nicht darauf an, die dahinter liegende Schicht sichtbar zu machen.
Es gibt erhaltene und auch aufwändig restaurierte Beispiele, auch datierte, des Hessischen Kratzputzes aus der ersten Hälfte des 18. Jahrhunderts.

## Bildsprache
Die Bildsprache des Hessischen Kratzputzes ist meist ornamental-floral, es kommen aber auch bildhafte Blumenmotive oder Figuren vor. Manchmal werden Schutzsymbole gezeigt. In der Regel haben die Bilder in den Gefachen keinen besonderen Bezug zueinander, jedes Gefach trägt sein individuelles Bild. Lediglich Darstellungen der vier Jahreszeiten trifft man da und dort an.
Musterbücher wurden üblicherweise nicht verwendet.
Es gibt im Verbreitungsgebiet etliche Häuser, bei denen jedes einzelne Gefach mit Hessischem Kratzputz versehen ist.
Es gibt Beispiele, bei denen Hessischer Kratzputz einem Grisaille ähnlich sieht – wenn als Farbe z. B. Grau verwendet wurde.

## Verbreitungsgebiet
Solcherart verzierte Fachwerkhäuser sind in Hessen vor allem im Hessischen Hinterland, im Marburger Land, in der Schwalm, aber auch in Franken und Thüringen anzutreffen. Zahlreiche besonders schöne Beispiele finden sich im heutigen Landkreis Marburg-Biedenkopf, u. a. in Dautphetal-Holzhausen.